# Barrio la Sagrada Familia
Barrio la Sagrada Familia är en ort i Mexiko.   Den ligger i kommunen Aquismón och delstaten San Luis Potosí, i den centrala delen av landet, 240 km norr om huvudstaden Mexico City. Barrio la Sagrada Familia ligger 648 meter över havet och antalet invånare är 116.
Terrängen runt Barrio la Sagrada Familia är bergig. Runt Barrio la Sagrada Familia är det ganska tätbefolkat, med 134 invånare per kvadratkilometer. Närmaste större samhälle är Tampate, 7,8 km nordost om Barrio la Sagrada Familia. I omgivningarna runt Barrio la Sagrada Familia växer i huvudsak städsegrön lövskog.